# Ill Communication
Ill communication is het vierde album van de Beastie Boys. Het kwam uit in 1994 en had als grootste hit Sabotage.

## Tracklist
1. "Sure Shot" - 3:19
2. "Tough Guy" - 0:57
3. "B-Boys Makin' With The Freak Freak" - 3:36
4. "Bobo On The Corner" - 1:13
5. "Root Down" - 3:32
6. "Sabotage" - 2:58
7. "Get It Together" Featuring Q-Tip - 4:05
8. "Sabrosa" - 3:29
9. "The Update" - 3:15
10. "Futterman's Rule" - 3:42
11. "Alright Hear This" - 3:07
12. "Eugene's Lament" - 2:12
13. "Flute Loop" - 1:54
14. "Do It" Featuring Biz Markie - 3:16
15. "Ricky's Theme" - 3:43
16. "Heart Attack Man" - 2:15
17. "The Scoop" - 3:36
18. "Shambala" - 3:40
19. "Bodhisattva Vow" - 3:08
20. "Transitions" - 2:32